# شيكابه
شيكابه  هي بلدية في اليابان، وبلدة في اليابان، تقع في إيشيكاوا، ومقاطعة هاكوي، بلغ عدد سكانها 19,517  نسمة وذلك حسب إحصائيات سنة 2018، تبلغ مساحتها 246.76 كيلومتر مربع.